# Паенчно (гмина)
Паенчно (пол. Pajęczno) — гмина (волость) в Польше, входит как административная единица в Паенченский повет, Лодзинское воеводство. Население — 11 682 человека (на 2004 год).

## Сельские округа
1. Черкесы
2. Дылюв-А
3. Тушин
4. Дылюв-Жондовы
5. Дылюв-Шляхецки
6. Янки
7. Кужна
8. Бараны
9. Липина
10. Ладзин
11. Ленжце
12. Маковиска
13. Нивиска-Дольне
14. Нивиска-Гурне
15. Нове-Гаенцице
16. Патшикув
17. Подмурованец
18. Седлец
19. Старе-Гаенцице
20. Вренчица
21. Выджинув
22. Подладзин

## Соседние гмины
1. Гмина Дзялошин
2. Гмина Келчиглув
3. Гмина Нова-Бжезница
4. Гмина Попув
5. Гмина Жонсня
6. Гмина Семковице
7. Гмина Стшельце-Вельке
8. Гмина Сульмежице